# فردریک بارکلی
فردریک بارکلی (متولد ۱۸۶۸ در انگلستان) یک بازیکن کریکت در تیم‌های نیوزیلندی بود. او در دوران اوج خود برای تیم اوکلند بین سال‌های ۱۹۰۲ تا ۱۹۰۴ بازی کرد.